# Dominique Busschaert
Dominique Busschaert (Brugge, 12 juli 1770 – 31 mei 1845) was burgemeester van Assebroek in België van 1828 tot 1830.

## Levensloop
Busschaert volgde in de burgemeesterszetel François Pauwels op. Had die meer dan een kwarteeuw het ambt bekleed, dan werd het voor zijn opvolger een veel kortere periode. Busschaert ondertekende zijn eerste akte op 19 juli 1828, twee maanden na de dood van zijn voorganger. Op 25 oktober 1830 tekende hij voor het laatst een gemeentelijke akte en zette waarschijnlijk nadien geen voet meer in het gemeentehuis. Een geboorteaangifte van 27 oktober werd immers pas na 15 november door zijn opvolger ondertekend. De opvolging, tijdens de Belgische revolutie, gebeurde uiteraard om politieke redenen.
Dominique Busschaert was geen inwoner van de gemeente. Hij woonde in Brugge en betaalde geen belastingen in Assebroek. Hij was de zoon van de handelaar Dominique Busschaert en van Catherine De Rudder. Zijn vader woonde in de Langestraat en werd in 1787 voorwerp van de volkswoede omdat hij verdacht werd de graanprijzen door speculatie op te drijven. Een oudere zoon, François Busschaert, was vele jaren vrederechter van het tweede kanton. Dominique werd in 1809 politiecommissaris van de eerste wijk en bleef bij zijn ouders inwonen. Hij was 46 toen hij in 1816 trouwde met Johanna De Beir (1767-1843). Zij was een dochter van de jeneverstokers De Beir-Strubbe en de zus van Marie-Thérèse De Beir, die getrouwd was met de Brugse handelaar Joos Saeys en van wie de dochter Anne Saeys trouwde met Jacques-Rodolphe van Zuylen van Nyevelt de Gaesebeke.
In 1817 of 1818 werd Busschaert als commissaris opgevolgd door J. Hinnekens en werd likeurstoker op de Ankerplaats, wellicht in opvolging van zijn schoonouders. Bij zijn overlijden in zijn woning in de Oude Gentweg werd hij vermeld als 'eigenaar'.
De Belgische revolutie maakte een einde aan zijn ambt. Hij deed nochtans zijn best om aan te blijven en klaagde zijn beoogde opvolgers aan bij de hogere overheid. Die kon echter aantonen dat Busschaert niet voldeed aan de voorwaarden om kiezer te zijn in de gemeente, laat staan om er verkozen te worden. 
In juni 1970 besliste de gemeenteraad, enkele maanden vooraleer Assebroek als zelfstandige gemeente ophield te bestaan, naar Busschaert zoals naar de andere vroegere burgemeesters een straatnaam te noemen.